# マックス・ダグラス
マックス・ダグラス（Max Douglas、2000年1月1日 - ）は、ユナイテッド・ラグビー・チャンピオンシップスカーレッツに所属するラグビー選手。

## プロフィール
- オーストラリア出身[1]。
- ポジションはロック(LO)、フランカー(FL)。
- 身長 200cm、体重 105kg

## 略歴
マンリー、ワラターズを経て、2022年、横浜キヤノンイーグルスに加入。同年12月18日に行われたJAPAN RUGBY LEAGUE ONE第1節コベルコ神戸スティーラーズ戦にて先発出場で日本での公式戦初出場を果たした。
2024年、スカーレッツに加入。